# The Young and the Hopeless
The Young and the Hopeless es el segundo álbum de Good Charlotte, lanzado el 1 de octubre de 2002. El título es una variación del título de Opera The Young and the Restless. Este fue certificado con 4 discos de platino por la RIAA el 19 de febrero de 2004.
El álbum está influenciado en los años 80. La carátula del álbum es la foto de una familia sentada alrededor de la televisión, mirando algo que se parece a The Day After, una película hecha en medio de los 80's acerca de las acocalípticas compras hechas durante la Guerra Fría. El primer sencillo del álbum, "Lifestyles of the Rich & Famous", es una obvia referencia al show del mismo nombre, de los años 80. La séptima pista del álbum, "My Bloody Valentine", hace referencia al film del año 1981, My Bloody Valentine, o a la banda formada en el año 1984, del mismo nombre. El décimo track del álbum, "Say Anything", refiere al film romántico del año 1989, "Say Anything".

## Listado de canciones
| The Young and the Hopeless |                                     |          |  |
| N.º                        | Título                              | Duración |  |
| 1.                         | «A New Beginning»                   | 1:48     |  |
| 2.                         | «The Anthem»                        | 2:55     |  |
| 3.                         | «Lifestyles of the Rich and Famous» | 3:10     |  |
| 4.                         | «Wondering»                         | 3:31     |  |
| 5.                         | «The Story of My Old Man»           | 2:42     |  |
| 6.                         | «Girls & Boys»                      | 3:01     |  |
| 7.                         | «My Bloody Valentine»               | 3:54     |  |
| 8.                         | «Hold On»                           | 4:06     |  |
| 9.                         | «Riot Girl»                         | 2:17     |  |
| 10.                        | «Say Anything»                      | 4:21     |  |
| 11.                        | «The Day That I Die»                | 2:58     |  |
| 12.                        | «The Young And The Hopeless»        | 3:32     |  |
| 13.                        | «Emotionless»                       | 4:02     |  |
| 14.                        | «Movin' On»                         | 3:26     |  |

## Posicionamiento
| Listas (2003)                     | Posición |
| --------------------------------- | -------- |
| ARIA Albums Chart                 | 19       |
| Austrian Top 75                   | 20       |
| Swedish Top 60                    | 35       |
| New Zealand Top 40                | 78       |
| Billboard European Top 100 Albums | 67       |
| UK Top 75                         | 15       |
| Irish Top 50                      | 98       |
| Japanese Album Chart              | 24       |
| German Top 100                    | 37       |
| Swiss Top 100                     | 46       |
| Dutch Top 100                     | 57       |
| French Top 150                    | 63       |
| Top Pop Catalog Albums            | 23       |
| Billboard 200                     | 71       |
| Billboard 200 Year-end Chart      | 18       |
| Top Internet Albums               | 70       |
| Billboard Comprehensive Albums    | 49       |

| Listas (2004)                | Posición |
| ---------------------------- | -------- |
| Billboard 200 Year-end Chart | 108      |

Sencillos - Billboard (Norteamérica)
| Año  | Sencillo                          | Listas                | Posición |
| ---- | --------------------------------- | --------------------- | -------- |
| 2002 | "Lifestyles of the Rich & Famous" | Modern Rock Tracks    | 56       |
| 2002 | "Lifestyles of the Rich & Famous" | The Billboard Hot 100 | 20       |
| 2002 | "Lifestyles of the Rich & Famous" | Top 40 Mainstream     | 30       |
| 2002 | "Lifestyles of the Rich & Famous" | Top 40 Tracks         | 11       |
| 2003 | "Girls & Boys"                    | The Billboard Hot 100 | 48       |
| 2003 | "Girls & Boys"                    | Top 40 Mainstream     | 90       |
| 2003 | "Girls & Boys"                    | Top 40 Tracks         | 110      |
| 2003 | "Lifestyles of the Rich & Famous" | Adult Top 40          | 123      |
| 2003 | "The Anthem"                      | Modern Rock Tracks    | 67       |
| 2003 | "The Anthem"                      | The Billboard Hot 100 | 81       |
| 2004 | "Hold On"                         | Top 40 Tracks         | 39       |

| Posiciones \| Listas (2005/2006) \| posición \| Certificaciones \| Ventas \| Ref. \| \| ----------------------- \| -------- \| --------------- \| --------- \| -------- \| \| Australia Albums Chart \| 9 \| Platino \| 70,000 \| [15][16] \| \| Austrian Albums Chart \| 20 \| \| \| [17][16] \| \| Canadian Albums Chart \| 1 \| 2x Platino \| 200,000 \| [18][19] \| \| Irish Album Chart \| 16 \| \| \| [20] \| \| Swedish Album Chart \| 7 \| Oro \| 20,000 \| [21] \| \| Swiss Album Chart \| 46 \| \| \| [22][16] \| \| UK Albums Chart \| 15 \| Platino \| 300,000 \| [23][24] \| \| US Billboard 200 \| 15 \| 3x Platino \| 3,000,000 \| [18][25] \| \| New Zealand Album Chart \| 6 \| Oro \| 7,500 \| [26][16] \| \| German Album Chart \| 37 \| \| \| [27][16] \| \| French Album Chart \| 52 \| Oro \| 75,000 \| [28][16] \| \| Dutch Album Chart \| 57 \| \| \| [20] \| |          |                 |           |               |
| Listas (2005/2006) | posición | Certificaciones | Ventas    | Ref.          |
| Australia Albums Chart | 9        | Platino         | 70,000    | [ 15 ] [ 16 ] |
| Austrian Albums Chart | 20       |                 |           | [ 17 ] [ 16 ] |
| Canadian Albums Chart | 1        | 2x Platino      | 200,000   | [ 18 ] [ 19 ] |
| Irish Album Chart | 16       |                 |           | [ 20 ]        |
| Swedish Album Chart | 7        | Oro             | 20,000    | [ 21 ]        |
| Swiss Album Chart | 46       |                 |           | [ 22 ] [ 16 ] |
| UK Albums Chart | 15       | Platino         | 300,000   | [ 23 ] [ 24 ] |
| US Billboard 200 | 15       | 3x Platino      | 3,000,000 | [ 18 ] [ 25 ] |
| New Zealand Album Chart | 6        | Oro             | 7,500     | [ 26 ] [ 16 ] |
| German Album Chart | 37       |                 |           | [ 27 ] [ 16 ] |
| French Album Chart | 52       | Oro             | 75,000    | [ 28 ] [ 16 ] |
| Dutch Album Chart | 57       |                 |           | [ 20 ]        |

Nota: para todas las certificaciones aquí: Certifications Archivado el 4 de marzo de 2016 en Wayback Machine.